# Julius Heimberg
Julius Heimberg (* 19. September 1897 in Nienburg; † 22. Februar 1975 in Hamburg) war ein deutscher Ingenieur und Konteradmiral (Ing.) der Kriegsmarine.

## Leben
Julius Heimberg arbeitete nach Abschluss des Gymnasiums in Meppen für zwei Jahre in einer Lehre des Schiffsmaschinenbaus an einer Werft. Am 1. April 1917 trat er als Marine-Ingenieur-Offizieranwärter in die Kaiserliche Marine ein.
Nach dem Krieg wurde er in die Reichsmarine übernommen und bereits nach nur vier Dienstjahren am 1. April 1921 Leutnant (I). Er wurde Wachoffizier auf der Hamburg.
Von 1925 bis 18. April 1929 studierte er mit Auszeichnung Schiffsmaschinenbau an der TH Berlin.  Er kam auf die Köln, wurde am 1. Mai 1929 Kapitänleutnant des Marineingenieurwesens und Leitender Ingenieur. 1931 war er Lehrer an der Marineschule Kiel-Wik und diente später auf dem Panzerschiff Admiral Graf Spee.
Am 1. April 1935 wurde er zum Korvettenkapitän (Ing.) und war im Jahr darauf in der Militärischen Abteilung für Schiffsmaschinenbetrieb im OKM. Von Dezember 1938 bis November 1939 war er als Referent im OKM. Anschließend war er bis Januar 1941 Abteilungschef im K IV A. Im Mai 1940 wurde er zum Kapitän zur See (Ing.) befördert. Von Anfang bis Mitte 1941 war er Ingenieur-Offizier beim 2. Admiral der Flotte (Flottenkommando). Anschließend war er bis Juli 1943 Flotteningenieur beim Flottenkommando. Mit der Zusammenlegung der zwei Amtsgruppe KI und KII Ende 1944 wurde er zum Chef der daraus neu entstandenen Amtsgruppe Schiffbau und Schiffsmaschinenbau (KI/KII) im Amt Kriegsschiffbau des OKM. Mit Patent vom 1. November 1944 wurde er Konteradmiral (Ing.). Nach Kriegsende kam er in Kriegsgefangenschaft, aus welcher er am 5. Juni 1947 entlassen wurde.
Nach dem Krieg war er ab 1951 Leiter der maschinenbaulichen Abteilung der Germanischen Lloyd und gehörte dort von 1952 bis 1963 dem Vorstand an.
Heimberg war Vorsitzender des Fachnormenausschusses Schiffbau und Mitglied, später Präsident, des Forschungsrates Freie und Hansestadt Hamburg. Ab 1951 war er Mitglied in der Schiffbautechnischen Gesellschaft und war im Juni 1955 Gründungsmitglied des Arbeitsausschuß für Kernenergieverwertung in der Schiffbautechnischen Gesellschaft e . V. (Hamburg), woraus 1956 die Gesellschaft für Kernenergieverwertung in Schiffbau und Schifffahrt (GKSS) in Geesthacht entstand. Im GKSS wurde er Mitglied des Technisch-Wissenschaftlichen Beirats. Von 1959 bis 1968 war er Vorstandsrat der Schiffbautechnischen Gesellschaft.
Ab 1929 war er mit Elisabeth Benndorf verheiratet.

## Werk
- Der dieselmotorische Antrieb der Seeschiffe. MTZ, 1953, S. 191–197.